# Museo civico archeologico della città romana di Suasa
Il Museo civico archeologico della città romana di Suasa - Alvaro Casagrande è stato inaugurato il 24 giugno 2000 ed è ospitato nelle stanze del palazzo ducale Della Rovere di Castelleone di Suasa (AN).
In esso sono esposti i reperti archeologici di maggior rilevanza scoperti durante gli scavi archeologici dell'antica città romana di Suasa che si svolgono regolarmente ogni estate dal 1987 fino ad oggi.
Il museo è stato dedicato alla memoria del sindaco Alvaro Casagrande che diede il primo impulso all'indagine archeologica di Suasa.
Il museo è strettamente collegato con il Parco archeologico della città romana di Suasa e con il Museo archeologico del territorio di Suasa di San Lorenzo in Campo (PU) con i quali condivide orario di apertura e gestione.
Il museo ha aderito all'Associazione sistema museale della provincia di Ancona fino al suo scioglimento nel 2018.

## La sede
L’edificio fu costruito all’ inizio del 1600 per volontà del Marchese Ippolito Della Rovere lasciandolo poi in eredità alla figlia Duchessa Livia Della Rovere che vi morì nel 1641.

## Percorso museale
Attualmente sono state allestite quattro sale tematiche e il lapidario.

### Lapidario
La corte del palazzo Della Rovere ospita i materiali lapidei.
Si ricordano la stele di Safinia Prima, una statua acefala, l'iscrizione di dedica a Lucius Coiedius Candidus con il suo cursus honorum ritrovata nella Domus dei Coiedii.

### Sala degli affreschi
In questa sala sono conservati ed esposti gli affreschi recuperati in strati di crollo nella domus dei Coiedii e nell'adiacente domus repubblicana e ricomposti durante i lavori di restauro.
Queste opere d'arte ci offrono un'ampia panoramica della pittura parietale romana spaziando dal II secolo a.C. fino al III secolo d.C. e mostrando esempi di tutti i diversi stili pompeiani.

### Sala delladomusdei Coiedii
In questa sala sono esposti i reperi provenienti dalla domus dei Coiedii: un ritratto scultoreo dell'imperatore Augusto di cui si conservano la testa e la gamba sinistra, le oreficerie (anelli e pietre preziose), le anfore sigillate (che permettono di ricostruire i traffici commerciali della città nel periodo imperiale), le ceramiche (terre sigillate italiche e africane), le monete di età imperiale, gli oggetti in osso e bronzo.

### Sala della domus repubblicana
In questa sala sono esposti i reperti provenienti dalla domus repubblicana adiacente alla domus dei Coiedii. La domus repubblicana era stata sepolta e interrata anticamente al momento della ristrutturazione e ampliamento della domus dei Coiedii, questo ha permesso la conservazione in ottimo stato dei reperti dell'età tardo repubblicana che testimoniano le prime fasi insediative di questa città romana.
Tra i reperti di particolar pregio si ricordano una vera di pozzo, le anfore sigillate (che permettono di ricostruire i traffici commerciali della città nel periodo repubblicana), le monete di età repubblicana, le ceramiche a vernice nera.

### Sala delle aree pubbliche
In questa sala sono esposti i reperti provenienti dalle aree pubbliche che sono state oggetto di scavo: il foro, le necropoli settentrionale e meridionale, l'anfiteatro e il teatro.
Oltre ai numerosi corredi funerari si ricorda un ritratto scultoreo imperiale (identificato con Caligola) a cui è stato asportato il volto forse per una damnatio memoriae.